# Collegio di Carmarthen West and South Pembrokeshire
Carmarthen West and South Pembrokeshire è stato un collegio elettorale gallese rappresentato alla camera dei Comuni del parlamento del Regno Unito. Eleggeva un membro del parlamento con il sistema maggioritario a turno unico; il collegio è stato abolito in occasione della revisione periodica del 2024.

## Estensione
Il collegio venne creato nel 1997 da parti degli ex collegi di Pembrokeshire e Carmarthen; tra i principali centri abitati vi erano Carmarthen, Pembroke Dock e Tenby. Saundersfoot e la città natale di Dylan Thomas, Laugharne, si trovavano anche nel collegio.
Il collegio comprendeva tutte le 22 comunità del Carmarthenshire: Abernant, Bronwydd, Carmarthen, Cilymaenllwyd, Cynwyl Elfed, Eglwyscummin, Henllanfallteg, Laugharne Township, Llanboidy, Llanddowror. Comprendeva anche le 24 comunità del Pembrokeshire: Amroth, Angle, Carew, Cosheston, East Williamston, Hundleton, Jeffreyston, Kilgetty/Begelly, Lampeter Velfrey, Lamphey, Llanddewi Velfrey, Llawhaden, Manorbier, Martletwy, Narberth, Pembroke, Pembroke Dock, Penally, St Florence, St Mary Out Liberty, Saundersfoot, Stackpole and Castlemartin, Templeton e Tenby. Era anche inclusa la parte orientale della comunità del Pembrokeshire di Uzmaston, Boulston e Slebech.

## Membri del parlamento
| Elezione | Elezione | Deputato         | Partito          |
| -------- | -------- | ---------------- | ---------------- |
|          | 1997     | Nick Ainger      | Laburista        |
|          | 2010     | Simon Hart       | Conservatore     |
|          | 2024     | Collegio abolito | Collegio abolito |

## Elezioni

### Elezioni negli anni 2010
| Partito                    | Partito                                   | Candidato                  | Risultati 12 dicembre 2019 | Risultati 12 dicembre 2019 |
| Partito                    | Partito                                   | Candidato                  | Voti                       | %                          |
| -------------------------- | ----------------------------------------- | -------------------------- | -------------------------- | -------------------------- |
|                            | Conservatore                              | Simon Hart                 | 22 183                     | 52,67                      |
|                            | Laburista                                 | Marc Tierney               | 14 438                     | 34,28                      |
|                            | Plaid Cymru                               | Rhys Thomas                | 3 633                      | 8,63                       |
|                            | Lib Dem                                   | Alistair Cameron           | 1 860                      | 4,42                       |
|                            |                                           |                            |                            |                            |
| Iscritti                   | Iscritti                                  | Iscritti                   | 58 629                     | 100,00                     |
| ↳ Votanti (% su iscritti)  | ↳ Votanti (% su iscritti)                 | ↳ Votanti (% su iscritti)  | 42 114                     | 71,83                      |
| ↳ Astenuti (% su iscritti) | ↳ Astenuti (% su iscritti)                | ↳ Astenuti (% su iscritti) | 16 515                     | 28,17                      |
|                            |                                           |                            |                            |                            |
|                            | Esito: collegio confermato a Conservatore |                            |                            |                            |

| Partito                    | Partito                                   | Candidato                  | Risultati 8 giugno 2017 | Risultati 8 giugno 2017 |
| Partito                    | Partito                                   | Candidato                  | Voti                    | %                       |
| -------------------------- | ----------------------------------------- | -------------------------- | ----------------------- | ----------------------- |
|                            | Conservatore                              | Simon Hart                 | 19 771                  | 46,82                   |
|                            | Laburista                                 | Marc Tierney               | 16 661                  | 39,46                   |
|                            | Plaid Cymru                               | Abi Thomas                 | 3 933                   | 9,31                    |
|                            | Lib Dem                                   | Alistair Cameron           | 956                     | 2,26                    |
|                            | UKIP                                      | Phil Edwards               | 905                     | 2,14                    |
|                            |                                           |                            |                         |                         |
| Iscritti                   | Iscritti                                  | Iscritti                   | 58 565                  | 100,00                  |
| ↳ Votanti (% su iscritti)  | ↳ Votanti (% su iscritti)                 | ↳ Votanti (% su iscritti)  | 42 226                  | 72,10                   |
| ↳ Astenuti (% su iscritti) | ↳ Astenuti (% su iscritti)                | ↳ Astenuti (% su iscritti) | 16 339                  | 27,90                   |
|                            |                                           |                            |                         |                         |
|                            | Esito: collegio confermato a Conservatore |                            |                         |                         |

| Partito                    | Partito                                   | Candidato                  | Risultati 7 maggio 2015 | Risultati 7 maggio 2015 |
| Partito                    | Partito                                   | Candidato                  | Voti                    | %                       |
| -------------------------- | ----------------------------------------- | -------------------------- | ----------------------- | ----------------------- |
|                            | Conservatore                              | Simon Hart                 | 17 626                  | 43,68                   |
|                            | Laburista                                 | Delyth Evans               | 11 572                  | 28,68                   |
|                            | UKIP                                      | John Atkinson              | 4 698                   | 11,64                   |
|                            | Plaid Cymru                               | Elwyn Williams             | 4 201                   | 10,41                   |
|                            | Verdi                                     | Gary Tapley                | 1 290                   | 3,20                    |
|                            | Lib Dem                                   | Selwyn Runnett             | 963                     | 2,39                    |
|                            |                                           |                            |                         |                         |
| Iscritti                   | Iscritti                                  | Iscritti                   | 57 808                  | 100,00                  |
| ↳ Votanti (% su iscritti)  | ↳ Votanti (% su iscritti)                 | ↳ Votanti (% su iscritti)  | 40 350                  | 69,80                   |
| ↳ Astenuti (% su iscritti) | ↳ Astenuti (% su iscritti)                | ↳ Astenuti (% su iscritti) | 17 458                  | 30,20                   |
|                            |                                           |                            |                         |                         |
|                            | Esito: collegio confermato a Conservatore |                            |                         |                         |

| Partito                    | Partito                                           | Candidato                  | Risultati 6 maggio 2010 | Risultati 6 maggio 2010 |
| Partito                    | Partito                                           | Candidato                  | Voti                    | %                       |
| -------------------------- | ------------------------------------------------- | -------------------------- | ----------------------- | ----------------------- |
|                            | Conservatore                                      | Simon Hart                 | 16 649                  | 41,10                   |
|                            | Laburista                                         | Nick Ainger                | 13 226                  | 32,65                   |
|                            | Lib Dem                                           | John Gossage               | 4 890                   | 12,07                   |
|                            | Plaid Cymru                                       | John Dixon                 | 4 232                   | 10,45                   |
|                            | UKIP                                              | Raymond Clarke             | 1 146                   | 2,83                    |
|                            | Indipendente                                      | Henry Langen               | 364                     | 0,90                    |
|                            |                                                   |                            |                         |                         |
| Iscritti                   | Iscritti                                          | Iscritti                   | 57 538                  | 100,00                  |
| ↳ Votanti (% su iscritti)  | ↳ Votanti (% su iscritti)                         | ↳ Votanti (% su iscritti)  | 40 507                  | 70,40                   |
| ↳ Astenuti (% su iscritti) | ↳ Astenuti (% su iscritti)                        | ↳ Astenuti (% su iscritti) | 17 031                  | 29,60                   |
|                            |                                                   |                            |                         |                         |
|                            | Esito: collegio passa da Laburista a Conservatore |                            |                         |                         |

### Elezioni negli anni 2000
| Partito                    | Partito                                | Candidato                  | Risultati 5 maggio 2005 | Risultati 5 maggio 2005 |
| Partito                    | Partito                                | Candidato                  | Voti                    | %                       |
| -------------------------- | -------------------------------------- | -------------------------- | ----------------------- | ----------------------- |
|                            | Laburista                              | Nicholas Ainger            | 13 953                  | 36,85                   |
|                            | Conservatore                           | David Morris               | 12 043                  | 31,81                   |
|                            | Plaid Cymru                            | John Dixon                 | 5 582                   | 14,74                   |
|                            | Lib Dem                                | John Allen                 | 5 399                   | 14,26                   |
|                            | UKIP                                   | Josie MacDonald            | 545                     | 1,44                    |
|                            | Legalise Cannabis                      | Alexander Daszak           | 237                     | 0,63                    |
|                            | Indipendente                           | Nick Turner                | 104                     | 0,27                    |
|                            |                                        |                            |                         |                         |
| Iscritti                   | Iscritti                               | Iscritti                   | 56 260                  | 100,00                  |
| ↳ Votanti (% su iscritti)  | ↳ Votanti (% su iscritti)              | ↳ Votanti (% su iscritti)  | 37 863                  | 67,30                   |
| ↳ Astenuti (% su iscritti) | ↳ Astenuti (% su iscritti)             | ↳ Astenuti (% su iscritti) | 18 397                  | 32,70                   |
|                            |                                        |                            |                         |                         |
|                            | Esito: collegio confermato a Laburista |                            |                         |                         |

| Partito                    | Partito                                | Candidato                  | Risultati 7 giugno 2001 | Risultati 7 giugno 2001 |
| Partito                    | Partito                                | Candidato                  | Voti                    | %                       |
| -------------------------- | -------------------------------------- | -------------------------- | ----------------------- | ----------------------- |
|                            | Laburista                              | Nicholas Ainger            | 15 349                  | 41,58                   |
|                            | Conservatore                           | Robert Wilson              | 10 811                  | 29,29                   |
|                            | Plaid Cymru                            | Llyr Gruffydd              | 6 893                   | 18,67                   |
|                            | Lib Dem                                | William Jeremy             | 3 248                   | 8,80                    |
|                            | UKIP                                   | Ian Phillips               | 537                     | 1,45                    |
|                            | Direct Customer Service Party          | Nicholas Turner            | 78                      | 0,21                    |
|                            |                                        |                            |                         |                         |
| Iscritti                   | Iscritti                               | Iscritti                   | 56 532                  | 100,00                  |
| ↳ Votanti (% su iscritti)  | ↳ Votanti (% su iscritti)              | ↳ Votanti (% su iscritti)  | 36 916                  | 65,30                   |
| ↳ Astenuti (% su iscritti) | ↳ Astenuti (% su iscritti)             | ↳ Astenuti (% su iscritti) | 19 616                  | 34,70                   |
|                            |                                        |                            |                         |                         |
|                            | Esito: collegio confermato a Laburista |                            |                         |                         |

## Risultati dei referendum

### Referendum sulla permanenza del Regno Unito nell'Unione europea del 2016
|             | Collegio                                | Lasciare UE % | Rimanere in UE % |
| ----------- | --------------------------------------- | ------------- | ---------------- |
|             | Carmarthen West and South Pembrokeshire | 55,3%         | 44,7%            |
| Galles      | 52,5%                                   | 47,5%         |                  |
| Regno Unito | 51,9%                                   | 48,1%         |                  |